# Liste des accidents ferroviaires en France en 1916
Pour des articles plus généraux, voir Liste des accidents ferroviaires en France, Liste des accidents ferroviaires en France au XXe siècle et Liste des accidents ferroviaires en France dans les années 1910.
La liste des accidents ferroviaires en France en 1916, est une liste non exhaustive, chronologique.

## Janvier
- 15 janvier 1916 - Sur la ligne Paris-Dijon, dans la montée de la rampe nord vers le tunnel de Blaisy-Bas, après Verrey-sous-Salmaise, à la suite d'une rupture d'attelage, vingt-cinq wagons d'un train de marchandises pour Dijon partent en arrière dans la pente et percutent une locomotive haut-le-pied remontant vers Dijon. Un serre-frein est tué, deux autres cheminots sont blessés[1].

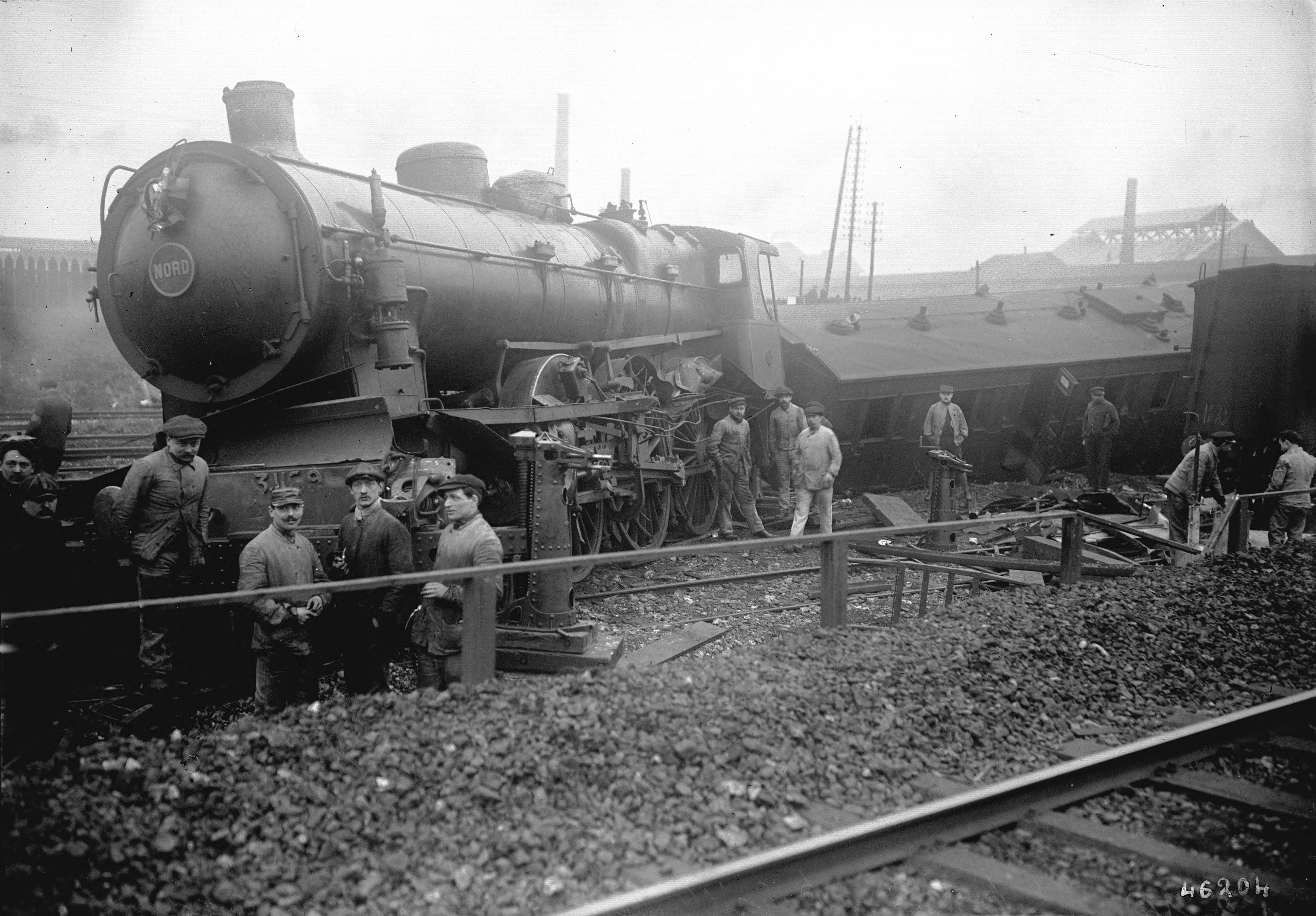
Déraillement de Saint-Denis le 1er février 1916. La locomotive du train poste Boulogne-Paris

## Février
- 1er février 1916 - Saint-Denis : déraillement à 19 heures 25 du train poste no 502 Boulogne-Paris entré en collision avec un wagon de marchandises en dérive à la suite d'une fausse manœuvre à 100 mètres de la gare de Saint-Denis. L'éclatement des réservoirs de gaz des voitures de 3e classe provoquera un incendie. Bilan : quatorze morts et une vingtaine de blessés[2].
- 29 février 1916 - Dans la banlieue Sud-Est de Paris, à Maisons-Alfort, un omnibus parti de Montgeron pour Paris heurte à 18 heures 45 un wagonnet en dérive sur les voies principales et déraille. Les quatre premières voitures, en bois et éclairées au gaz, s'écrasent contre les piles d'un pont et sont éventrées. On en tirera huit morts et trente-six blessés[3].
- 29 février 1916 - Sur la ligne Paris-Caen, vers 10 heures, un rapide pour Le Havre, détourné pour cause d'interception de la ligne Paris-Rouen à la suite d'un déraillement dans le tunnel du Roule, attend à un signal fermé de pouvoir emprunter en gare de Serquigny la bifurcation vers Rouen lorsqu'il est tamponné par un express pour la même destination, qui écrase ses dernières voitures de première classe, dont une prend feu. La collision fera trois morts et une quarantaine de blessés, dont dix graves[4]. Le 6 octobre 1916, le conseil de guerre de la 3e région militaire acquittera le mécanicien du train tamponneur en attribuant la responsabilité de l'accident à un garde-signaux et un aiguilleur, condamnés respectivement à un an de prison et 50 francs d'amende et trois mois de prison[5].

## Mars
- 8 mars 1916 - Sur la ligne de Vincennes, en gare de Brie-Comte-Robert, trois machines accouplées tamponnent un train de marchandises, broyant ses quatre derniers wagons. Un garde-frein est tué. Compte tenu de l'époque, c'est le Conseil de guerre qui jugera le mécanicien et les deux hommes d'équipe responsables de l'accident et les condamnera à la prison avec sursis[6].
- 11 mars 1916 - Sur la ligne Le Mans-Paris, vers minuit, peu avant Chartres, en gare de La Loupe un train de marchandises tamponne un train omnibus venant de Brest, dont les deux dernières voitures, transportant des militaires se rendant au front, sont broyées. L'accident fera 7 morts et 53 blessés[7].

## Mai
- 4 mai 1916 - Revel : déraillement du Train no 52 Revel-Toulouse, parti à 6h15 de Revel. En raison d'un vent d'autan extrêmement violent qui soufflait depuis la veille, les quatre dernières voitures basculent et dévalent le talus du chemin de fer, entraînant dans leur chute les deux autres voitures du convoi. Seule la locomotive reste sur la voie. Une passagère est tuée et on compte quinze blessés (le train emportait quarante-cinq personnes)[8].

## Août
- 31 août 1916 - Dans les Hautes-Pyrénées, sur la ligne Lourdes-Gripp des Tramways Électriques de la Bigorre, vers 19 heures, un convoi de deux voitures bondées de touristes s'emballe dans la pente et se fracasse contre la montagne. L'accident fera six morts et une trentaine de blessés[9].

## Septembre
- 24 septembre 1916 - En gare de triage d'Arenc, près de Marseille, vers 23 heures, deux trains de marchandises se heurtent et une quinzaine de wagons déraillent, obstruant les voies. Le conducteur[10] d'un des trains est tué, deux hommes d'équipe sont blessés[11].

## Octobre
- 14 octobre 1916 - Vers 23 heures, sur la ligne Cherbourg-Paris, après une rupture d'attelage dans la rampe montant vers la gare de Bueil, treize wagons détachés d'un train de marchandises allant d’Évreux à Mantes dévalent la pente et tamponnent le train de marchandises suivant, en stationnement en gare d'Evreux. Le chauffeur du train tamponné et un garde-frein sont tués, le mécanicien et un autre garde-frein sont blessés[12].

## Novembre
- 13 novembre 1916 - Sur la ligne de Dunkerque à Calais, entre les gares de Marck et de Pont-d'Oye, la collision entre deux trains, l'un de voyageurs, l'autre de marchandises, fait une dizaine de blessés, dont l'un décède peu après[13].
- 27 novembre 1916 - En gare de Rouen-Rive droite, à l'arrivée du rapide Le Havre-Paris de 18h 38, le poète belge Émile Verhaeren (61 ans), venu la veille faire une conférence au profit des mutilés de guerre, tente de monter en voiture avant l'arrêt complet du train, trébuche et tombe sur la voie. Les deux jambes broyées, il meurt presque immédiatement[14].